# Naegleria
Genre
Naegleria est un genre de Percolozoaires appartenant à l'ordre des Schizophrénides ou encore à la famille des 	Vahlkampfiidés, de même périmètre. Cette famille ne distingue les deux lignées :
1. lignées des Vahlkampfiidae s.s.
2. clade regroupant les genres Naegleria et Pleurostomum

On a distingué 47 espèces différentes du genre Naegleria, basées des différences de séquences ARNr. Parmi celles-ci on peut mentionner :
- Naegleria fowleri, qui peut causer des encéphalites rares mais mortelles chez l'humain.
- Naegleria gruberi

## Liste d'espèces
Selon BioLib (5 mars 2019) :
- Naegleria aerobia Singh & Das, 1970
- Naegleria americana De Jonckheere, 2004
- Naegleria andersoni De Jonckheere, 1988
- Naegleria angularis De Jonckheere & Brown, 2005
- Naegleria antarctica De Jonckheere, 2004
- Naegleria arctica De Jonckheere, 2006
- Naegleria australiensis De Jonckheere, 1981
- Naegleria bistadialis (Puschkarw, 1913)
- Naegleria byersi De Jonckheere, 2004
- Naegleria canariensis De Jonckheere, 2006
- Naegleria carteri Dobson,Robinson & Rowan-Kelly, 1997
- Naegleria chilensis De Jonckheere,Brown,Dobson & Pernin, 2001
- Naegleria clarki De Jonckheere, 1994
- Naegleria dobsoni De Jonckheere, 2004
- Naegleria dunnebackei Visvesvara, De Jonckheere,Marciano-Cabral & Schuster, 2005
- Naegleria endoi De Jonckheere, 2004
- Naegleria fowleri (Singh & Das, 1970)
- Naegleria fultoni De Jonckheere,Brown,Dobson & Pernin, 2001
- Naegleria gallica De Jonckheere, 2004
- Naegleria gruberi (Schardinger, 1899)
- Naegleria indonesiensis De Jonckheere,Brown,Dobson & Pernin, 2001
- Naegleria italica De Jonckheere,Pernin,Scaglia & Michel, 1984
- Naegleria jadini Willaert & Leray, 1973
- Naegleria jamiesoni De Jonckheere, 1988
- Naegleria johanseni De Jonckheere, 2004
- Naegleria kroszi Lepsi, 1960
- Naegleria laresi De Jonckheere, 2004
- Naegleria limax (Dujardin, 1841)
- Naegleria lovaniensis A.R. Stevens, J.F. De Jonckheere & E. Willaert, 1980
- Naegleria martinezi De Jonckheere, 2004
- Naegleria mexicana De Jonckheere, 2004
- Naegleria minor De Jonckheere & Brown, 1995
- Naegleria morganensis Dobson,Robinson & Rowan-Kelly, 1997
- Naegleria neoantarctica De Jonckheere, 2006
- Naegleria neochilensis De Jonckheere, 2006
- Naegleria neodobsoni De Jonckheere, 2006
- Naegleria neopolaris De Jonckheere, 2006
- Naegleria niuginiensis Dobson,Robinson & Rowan-Kelly, 1997
- Naegleria notanda Lepsi, 1960
- Naegleria pagei De Jonckheere, 2002
- Naegleria paradobsoni De Jonckheere, 2006
- Naegleria polaris De Jonckheere, 2006
- Naegleria pringsheimi De Jonckheere, 2002
- Naegleria punctata (Dangeard) Alexeieff, 1912
- Naegleria pussardi Pernin & De Jonckheere, 1996
- Naegleria robinsoni De Jonckheere & Brown, 1999
- Naegleria schusteri De Jonckheere, 2004
- Naegleria soli (Martin lewis, 1914)
- Naegleria spitzbergensis De Jonckheere, 2006
- Naegleria sturti Dobson,Robinson & Rowan-Kelly, 1997
- Naegleria tenerifensis De Jonckheere, 2006
- Naegleria thorntoni (Singh, 1952) Page, 1976
- Naegleria tihangensis De Jonckheere, 2002
- Naegleria wherryi Lepsi, 1960

Selon Catalogue of Life (5 mars 2019) et ITIS (5 mars 2019) :
- Naegleria australiensis De Jonckheere, 1981
- Naegleria fowleri Carter, 1970
- Naegleria gruberi Schardinger, 1899
- Naegleria jadini Willaert & Leray, 1973
- Naegleria lovaniensis Steven, & Al., 1980
- Naegleria thorntoni (Singh, 1952) Page, 1976

Selon NCBI (5 mars 2019) :
- Naegleria americana
- Naegleria andersoni
- Naegleria angularis
- Naegleria antarctica
- Naegleria arctica
- Naegleria australiensis De Jonckheere, 1981
- Naegleria canariensis
- Naegleria carteri
- Naegleria chilensis
- Naegleria clarki
- Naegleria dobsoni
- Naegleria dunnebackei
- Naegleria endoi
- Naegleria fowleri Carter 1970
- Naegleria fultoni
- Naegleria galeacystis
- Naegleria gallica
- Naegleria gruberi
- Naegleria indonesiensis
- Naegleria italica
- Naegleria jadini
- Naegleria jamiesoni
- Naegleria jejuensis Khwon & Park 2017
- Naegleria koreanum Khwon & Park 2017
- Naegleria laresi
- Naegleria lovaniensis
- Naegleria mexicana
- Naegleria minor
- Naegleria morganensis
- Naegleria neoantarctica
- Naegleria neochilensis
- Naegleria neodobsoni
- Naegleria neojejuensis Khwon & Park 2017
- Naegleria neopolaris
- Naegleria pagei
- Naegleria paradobsoni
- Naegleria peruana
- Naegleria philippinensis
- Naegleria polaris
- Naegleria pringsheimi
- Naegleria pussardi
- Naegleria robinsoni
- Naegleria schusteri
- Naegleria spitzbergeniensis
- Naegleria tenerifensis
- Naegleria tihangensis